# ان بينوا
ان بينوا (بالفرنسية: Anne Benoît)‏ هي ممثلة فرنسية، ولدت في 1953.

## أعمال

### أفلام
- (2011) إمرأة في الخامسة
- (2011) لويز فيمر
- (2012) وداعا ملكتي[3]

## وصلات خارجية
- ان بينوا على موقع IMDb (الإنجليزية)
- ان بينوا على موقع ألو سيني (الفرنسية)
- ان بينوا على موقع أول موفي (الإنجليزية)
- ان بينوا على موقع قاعدة بيانات الأفلام السويدية (السويدية)
- ان بينوا على موقع قاعدة بيانات الفيلم (الإنجليزية)
- ان بينوا على موقع كينوبويسك (الروسية)